# Carmen Jones (musical)
Carmen Jones è un musical con musica di Georges Bizet e libretto di Oscar Hammerstein II.

## Descrizione
Il musical utilizza la partitura dell'opera di Bizet Carmen, con un nuovo libretto e parole (in inglese) ambientate durante la seconda guerra mondiale con un cast Afroamericano. Il musical ha debuttato al Broadway theatre nel 1943 con Robert Shaw (direttore di coro) arrivando a 503 recite ed all'Old Vic di Londra nel 1991, vincendo il Laurence Olivier Award al miglior nuovo musical. Particolarmente apprezzata fu la performance di Wilhelmenia Fernandez nel ruolo di Carmen affiancata da Damon Evans.

## Opere derivate
Nel 1954 Otto Preminger ha realizzato l'omonimo adattamento cinematografico.